# Zakład Wzbogacania Rud KGHM
Zakłady Wzbogacania Rud (O/ZWR) – Oddział KGHM Polska Miedź S.A. Jego zadaniem jest wzbogacenie rud miedzi wydobywanych w oddziałach górniczych. Składa się z trzech rejonów, zlokalizowanych przy szybach wydobywczych kopalń „Lubin”, „Polkowice-Sieroszowice” i „Rudna”. Ciągi technologiczne Oddziału Zakłady Wzbogacania Rud należą do największych na świecie. Głównymi procesami przeróbki są rozdrabnianie, mielenie, flotacja oraz suszenie koncentratu. Trzy lub czterostopniowa flotacja pozwala uzyskać koncentrat miedziowy o wysokiej (ok. 25%) zawartości składnika użytecznego, głównie siarczków miedzi oraz związków ołowiu i srebra.